# Ayoûn el-Atroûs
Ayoûn el-Atroûs (auch Aïoun el-Atrouss, arabisch عيون العتروس) ist die Hauptstadt der Verwaltungseinheit Hodh El Gharbi im Süden des westafrikanischen Staats Mauretanien.
Die Marktstadt am Rand von Felsbergen liegt an der Route de l’Espoir, der einzigen west-östlich das Land durchquerenden Asphaltstraße, 215 Kilometer östlich von Kiffa und 280 Kilometer westlich von Timbédra. Es gibt einfache Übernachtungsmöglichkeiten und den kleinen Flughafen Ayoûn el-Atroûs.

## Bevölkerung
Die Bevölkerung der Stadt stieg kontinuierlich an. Sie lag 1977 bei 8.528 und 1988 bereits bei 12.445 Menschen. Die Bevölkerungszahl der Gemeinde hat in den Jahren von 2000 bis 2023 von 11.867 auf 36.517 Einwohner zugenommen. Der Hauptort selbst hat 34.838 Einwohner (2023).